# Erik von Heland
Carl Erik Hjalmar von Heland, född 3 maj 1894 i Adolf Fredriks församling i Stockholm, död 8 september 1973 i Essinge församling i Stockholm, var en svensk politiker (Bondeförbundet), godsägare, militär och ämbetsman. Han var bror till Hans von Heland.

## Biografi
Erik von Heland avlade officersexamen 1917 men övergick 1925 på frivillig övergångsstat, och blev 1936 kapten i Intendenturkåren. Han hade varit farmare i Kenya 1919–1921 och deltog i Svensk Filmindustris expedition till Kenya. Han var även ägare till Århammars gård i Stigtomta socken, blev 1927 kommunpolitiker där och 1930 landstingsman för Bondeförbundet. Han var riksdagsledamot 1932–1953 (första kammaren). Som riksdagsledamot var han från 1935 med kortare avbrott ledamot av Statsutskottet, från 1942 av Utrikesnämnden och Utrikesutskottet, ledamot av 1942 års särskilda försvarsutskott samt en rad kommittéer med mera, bland annat av 1934 års smör- och margarinutredning, av traktatberedningen från 1936, av Statens handelskommission från 1939, av kommissionen för ekonomisk efterkrigsplanering 1944–1945 och av 1945 års försvarskommitté och svensk delegat vid FN från 1948. Han var även statsrevisor 1945–1949. Vidare var han styrelseledamot och ordförande i ett flertal företag, bland annat på jordbrukskooperationens område och vice ordförande i Skytteförbundens överstyrelses verkställande utskott från 1943.
von Heland var Bondeförbundets förste vice ordförande 1949–1952. Innan dess var han partiets andre vice ordförande 1941–1949. Med sin framskjutna position inom partiet siktade von Heland på partiledarposten men fick stå tillbaka för den populärare Gunnar Hedlund.
Han avslutade sin karriär som landshövding över Blekinge län åren 1953–1961, men tillförordnad landshövding redan 1952. 

### Familj
von Heland var gift första gången 1921–1930 med Karin Witzén och andra gången från 1931 med Gerda Håkansson. Han hade barn i båda äktenskapen. von Heland och hans andra hustru ligger begravda vid Flisby kyrka utanför Nässjö.

## Utmärkelser
- Kommendör med stora korset av Nordstjärneorden, 23 november 1961 (kommendör av 1:a klassen 6 juni 1955; riddare 1947) .[5]
- Kommendör av Vasaorden, 6 juni 1952 (riddare 1940).

- Riddare av Svärdsorden 1:a klassen, 1946.

- Hedersledamot av Kungl. Örlogsmannasällskapet 1954.